# Kypegårdens frilufts- och rekreationsområde
Kypegårdens frilufts- och rekreationsområde är ett motions- och friluftsområde i direkt anslutning till stadsdelen Norrmalm i Borås kommun.
Kypesjön och den intilliggande Kypegården är centrum för området. Vid badplatsen finns både sandstrand och bryggor, och i friluftsgården finns vedeldad bastu. Området har även grillplats, aktivitetsplats och flertalet motionsspår.

## Utvalda platser
I området finns utvalda platser vilka kommunen betecknar som Utflyktsmål. En sådan plats är ruinerna efter torpet Ödeberg.